# Lilium maritimum
Lilium maritimum är en liljeväxtart som beskrevs av Albert Kellogg. Lilium maritimum ingår i släktet liljor, och familjen liljeväxter. Inga underarter finns listade.

## Bildgalleri

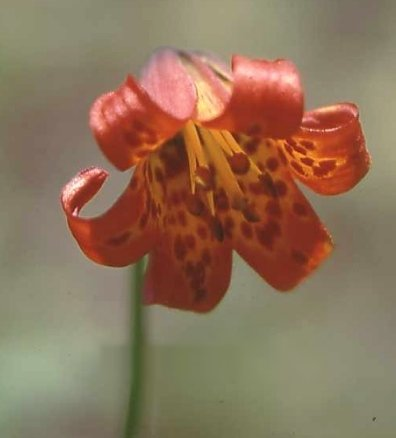
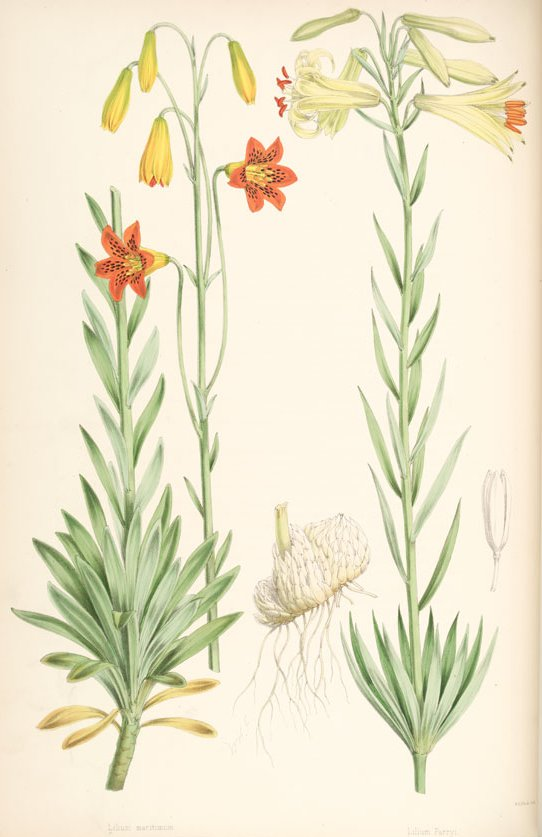